# 티니샤 켈리
티니샤 켈리(Tynisha Keli, 1985년 7월 28일 ~ )는 미국의 가수이다. 일본에서 성공하고 있다. 데뷔 앨범 The Chronicles of Tk는 2009년 일본에 선행 발매되었다. 이 앨범은 일본 차트에서 최고 15위를 기록하며 앨범에서 싱글컷된 "Shatter'd"는 일본 빌보드 차트 Hot100에서 최고 6위에 올랐다.